# Olympische Sommerspiele 2024/Radsport – BMX-Rennen (Männer)
Das BMX-Rennen der Männer bei den Olympischen Spielen 2024 in Paris fand am 1. und 2. August statt. Schauplatz war das BMX-Stadion von Saint-Quentin-en-Yvelines gleich neben dem Vélodrome National.

## Ablauf
Der erste Wettkampftag war für Viertelfinale und Hoffnungslauf vorgesehen. Am zweiten Wettkampftag fanden Halbfinale und Finale statt. Gegenüber den vorigen Ausgaben ergaben sich einige Neuerungen:
- Im Viertelfinale trat jeder Fahrer dreimal an, wobei sich die Zusammensetzung der Läufe jedes Mal änderte. Die Setzliste dafür wurde nach jeder Runde auf Basis der vorherigen Ergebnisse neu berechnet. Das Klassement entstand durch Addition der erzielten Platzierungen, wobei ein Nicht-Start (DNS) mit zehn Punkten bewertet wurde. Fahrer mit gleicher Punktzahl wurden nach der Zeit des letzten Laufs geordnet.
- Die besten 12 des Viertelfinals qualifizierten sich direkt fürs Halbfinale. Die Fahrer auf den Rängen 13 bis 20 fuhren in einem Hoffnungslauf die vier verbliebenen Halbfinalplätze aus.
- Das Halbfinale wurde analog zum Viertelfinale in jeweils drei Läufen ausgetragen. Die besten acht Fahrer qualifizierten sich fürs Finale.
- Das Finale wurde in einem einzigen Lauf ausgetragen.

## Ereignisse im Vorfeld
Die Qualifikation für diesen Wettbewerb richtete sich großenteils nach der Weltrangliste, den Ergebnissen der BMX-Rennsport-Weltmeisterschaften 2023 und 2024 sowie den kontinentalen Meisterschaften.
Niek Kimmann, der Olympiasieger von Tokio, konnte aus gesundheitlichen Gründen nicht am Wettkampf teilnehmen und wurde durch Dave van der Burg ersetzt.

## Rennverlauf
Die französischen Fahrer waren mit den Weltmeistern von 2023 und 2024, Romain Mahieu und Joris Daudet, sowie dem Olympiavierten von 2021 Sylvain André vertreten und zeigten sich der Konkurrenz während des gesamten Wettkampfs überlegen. Sie erzielten die ersten drei Plätze im Viertel- wie im Halbfinale und machten auch im Finale vor Heimpublikum die Medaillen unter sich aus; sie sorgten für den ersten französischen Dreifachtriumph bei Olympischen Sommerspielen seit 100 Jahren.
Simon Marquart, Weltmeister 2022, benötigte den Hoffnungslauf, konnte sich dann aber wie der zweite Schweizer Fahrer Cédric Butti für das Finale qualifizieren, ebenso wie der Weltcup-Gesamtsieger 2024 Izaac Kennedy, dem dort nach einem Sturz nur der achte Platz blieb.
Der Olympiazweite von Tokio, Kye Whyte, stürzte zu Beginn seines zweiten Halbfinal-Laufs schwer und wurde ins Krankenhaus gebracht. Wenig besser erging es dem Dritten von Tokio, Carlos Ramírez; er musste nach einem Sturz in den Hoffnungslauf, wo er auf der Zielgeraden erneut in eine Kollision verwickelt wurde und sich die rechte Hand brach. Auch für Mauricio Molina (Schlüsselbeinbruch im Halbfinale) und Kristens Krīgers (Wirbelbruch im Viertelfinale) endete der Wettkampf vorzeitig mit Verletzungen.

## Ergebnisse

### Viertelfinale
Start: 1. August 2024, 20:00 Uhr

#### Erster Durchgang
| Rang | Name              | Nation             | Zeit     |
| ---- | ----------------- | ------------------ | -------- |
| 1    | Joris Daudet      | Frankreich         | 31,692 s |
| 2    | Sylvain André     | Frankreich         | 31,979 s |
| 3    | Kamren Larsen     | Vereinigte Staaten | 32,016 s |
| 4    | Dave van der Burg | Niederlande        | 32,206 s |
| 5    | Izaac Kennedy     | Australien         | 32,750 s |
| 6    | Diego Arboleda    | Kolumbien          | 32,835 s |
| 7    | Rico Bearman      | Neuseeland         | 33,090 s |
| 8    | Dean Reeves       | Marokko            | 34,543 s |

| Rang | Name              | Nation         | Zeit     |
| ---- | ----------------- | -------------- | -------- |
| 1    | Romain Mahieu     | Frankreich     | 31,472 s |
| 2    | Mateo Carmona     | Kolumbien      | 32,389 s |
| 3    | Pietro Bertagnoli | Italien        | 32,730 s |
| 4    | Jaymio Brink      | Niederlande    | 32,870 s |
| 5    | Kye Whyte         | Großbritannien | 33,544 s |
| 6    | Simon Marquart    | Schweiz        | 33,557 s |
| 7    | Mauricio Molina   | Chile          | 33,752 s |
| 8    | Kristens Krīgers  | Lettland       | 34,163 s |

| Rang | Name             | Nation             | Zeit     |
| ---- | ---------------- | ------------------ | -------- |
| 1    | Cameron Wood     | Vereinigte Staaten | 32,207 s |
| 2    | Carlos Ramírez   | Kolumbien          | 32,248 s |
| 3    | Cédric Butti     | Schweiz            | 32,394 s |
| 4    | Alfredo Campo    | Ecuador            | 32,773 s |
| 5    | Ruben Gommers    | Belgien            | 33,254 s |
| 6    | Philip Schaub    | Deutschland        | 33,632 s |
| 7    | Gonzalo Molina   | Argentinien        | 34,230 s |
| 8    | Komet Sukprasert | Thailand           | 35,083 s |

#### Zweiter Durchgang
| Rang | Name             | Nation             | Zeit     |
| ---- | ---------------- | ------------------ | -------- |
| 1    | Alfredo Campo    | Ecuador            | 31,893 s |
| 2    | Cameron Wood     | Vereinigte Staaten | 31,967 s |
| 3    | Romain Mahieu    | Frankreich         | 32,025 s |
| 4    | Simon Marquart   | Schweiz            | 32,545 s |
| 5    | Diego Arboleda   | Kolumbien          | 32,798 s |
| 6    | Carlos Ramírez   | Kolumbien          | 33,110 s |
| 7    | Komet Sukprasert | Thailand           | 34,791 s |
| 8    | Philip Schaub    | Deutschland        | 34,803 s |

| Rang | Name              | Nation         | Zeit     |
| ---- | ----------------- | -------------- | -------- |
| 1    | Joris Daudet      | Frankreich     | 31,463 s |
| 2    | Izaac Kennedy     | Australien     | 31,878 s |
| 3    | Kye Whyte         | Großbritannien | 32,377 s |
| 4    | Mauricio Molina   | Chile          | 33,615 s |
| 5    | Dean Reeves       | Marokko        | 34,121 s |
| 6    | Dave van der Burg | Niederlande    | 34,251 s |
| 7    | Mateo Carmona     | Kolumbien      | 46,500 s |
| 8    | Jaymio Brink      | Niederlande    | DNF      |

| Rang | Name              | Nation             | Zeit     |
| ---- | ----------------- | ------------------ | -------- |
| 1    | Sylvain André     | Frankreich         | 31,854 s |
| 2    | Kamren Larsen     | Vereinigte Staaten | 31,927 s |
| 3    | Cédric Butti      | Schweiz            | 32,241 s |
| 4    | Pietro Bertagnoli | Italien            | 32,488 s |
| 5    | Ruben Gommers     | Belgien            | 32,566 s |
| 6    | Rico Bearman      | Neuseeland         | 33,058 s |
| 7    | Gonzalo Molina    | Argentinien        | 33,196 s |
| 8    | Kristens Krīgers  | Lettland           | DNF      |

#### Dritter Durchgang
| Rang | Name              | Nation             | Zeit     |
| ---- | ----------------- | ------------------ | -------- |
| 1    | Romain Mahieu     | Frankreich         | 31,768 s |
| 2    | Diego Arboleda    | Kolumbien          | 32,187 s |
| 3    | Joris Daudet      | Frankreich         | 32,299 s |
| 4    | Cameron Wood      | Vereinigte Staaten | 32,473 s |
| 5    | Ruben Gommers     | Belgien            | 32,663 s |
| 6    | Dave van der Burg | Niederlande        | 33,121 s |
| 7    | Dean Reeves       | Marokko            | 40,829 s |
| 8    | Kristens Krīgers  | Lettland           | DNS      |

| Rang | Name             | Nation             | Zeit     |
| ---- | ---------------- | ------------------ | -------- |
| 1    | Sylvain André    | Frankreich         | 31,661 s |
| 2    | Kamren Larsen    | Vereinigte Staaten | 31,926 s |
| 3    | Rico Bearman     | Neuseeland         | 32,093 s |
| 4    | Cédric Butti     | Schweiz            | 32,221 s |
| 5    | Jaymio Brink     | Niederlande        | 33,049 s |
| 6    | Mauricio Molina  | Chile              | 33,153 s |
| 7    | Simon Marquart   | Schweiz            | 33,288 s |
| 8    | Komet Sukprasert | Thailand           | 34,372 s |

| Rang | Name              | Nation         | Zeit         |
| ---- | ----------------- | -------------- | ------------ |
| 1    | Izaac Kennedy     | Australien     | 31,835 s     |
| 2    | Mateo Carmona     | Kolumbien      | 32,108 s     |
| 3    | Alfredo Campo     | Ecuador        | 32,612 s     |
| 4    | Kye Whyte         | Großbritannien | 33,147 s     |
| 5    | Gonzalo Molina    | Argentinien    | 33,366 s     |
| 6    | Philip Schaub     | Deutschland    | 33,381 s     |
| 7    | Pietro Bertagnoli | Italien        | 33,803 s     |
| 8    | Carlos Ramírez    | Kolumbien      | 1:13,918 min |

#### Rangliste
| Rang | Name          | Nation             | Punkte | Anm. |
| ---- | ------------- | ------------------ | ------ | ---- |
| 1    | Sylvain André | Frankreich         | 4      | Q    |
| 2    | Romain Mahieu | Frankreich         | 5      | Q    |
| 3    | Joris Daudet  | Frankreich         | 5      | Q    |
| 4    | Kamren Larsen | Vereinigte Staaten | 7      | Q    |
| 5    | Cameron Wood  | Vereinigte Staaten | 7      | Q    |
| 6    | Izaac Kennedy | Australien         | 8      | Q    |
| 7    | Alfredo Campo | Ecuador            | 8      | Q    |
| 8    | Cédric Butti  | Schweiz            | 10     | Q    |

| Rang | Name              | Nation         | Punkte | Anm. |
| ---- | ----------------- | -------------- | ------ | ---- |
| 9    | Mateo Carmona     | Kolumbien      | 11     | Q    |
| 10   | Kye Whyte         | Großbritannien | 12     | Q    |
| 11   | Diego Arboleda    | Kolumbien      | 13     | Q    |
| 12   | Pietro Bertagnoli | Italien        | 14     | Q    |
| 13   | Ruben Gommers     | Belgien        | 15     | q    |
| 14   | Rico Bearman      | Neuseeland     | 16     | q    |
| 15   | Dave van der Burg | Niederlande    | 16     | q    |
| 16   | Carlos Ramírez    | Kolumbien      | 16     | q    |

| Rang | Name             | Nation      | Punkte | Anm. |
| ---- | ---------------- | ----------- | ------ | ---- |
| 17   | Jaymio Brink     | Niederlande | 17     | q    |
| 18   | Mauricio Molina  | Chile       | 17     | q    |
| 19   | Simon Marquart   | Schweiz     | 17     | q    |
| 20   | Gonzalo Molina   | Argentinien | 19     | q    |
| 21   | Philip Schaub    | Deutschland | 20     |      |
| 22   | Dean Reeves      | Marokko     | 20     |      |
| 23   | Komet Sukprasert | Thailand    | 23     |      |
| 24   | Kristens Krīgers | Lettland    | 26     |      |

### Hoffnungslauf
Start: 1. August 2024, 22:05 Uhr
| Rank | Name              | Land        | Zeit         | Anm. |
| ---- | ----------------- | ----------- | ------------ | ---- |
| 1    | Rico Bearman      | Neuseeland  | 32,736 s     | Q    |
| 2    | Simon Marquart    | Schweiz     | 33,328 s     | Q    |
| 3    | Mauricio Molina   | Chile       | 33,881 s     | Q    |
| 4    | Jaymio Brink      | Niederlande | 34,253 s     | Q    |
| 5    | Dave van der Burg | Niederlande | 34,818 s     |      |
| 6    | Gonzalo Molina    | Argentinien | 35,097 s     |      |
| 7    | Ruben Gommers     | Belgien     | 1:36,250 min |      |
| 8    | Carlos Ramírez    | Kolumbien   | DNF          |      |

### Halbfinale
Start: 2. August 2024, 20:00 Uhr

#### Erster Durchgang
| Rang | Name              | Nation             | Zeit     |
| ---- | ----------------- | ------------------ | -------- |
| 1    | Joris Daudet      | Frankreich         | 31,752 s |
| 2    | Sylvain André     | Frankreich         | 32,498 s |
| 3    | Mateo Carmona     | Kolumbien          | 32,536 s |
| 4    | Cameron Wood      | Vereinigte Staaten | 32,640 s |
| 5    | Kamren Larsen     | Vereinigte Staaten | 32,671 s |
| 6    | Pietro Bertagnoli | Italien            | 33,051 s |
| 7    | Jaymio Brink      | Niederlande        | 33,313 s |
| 8    | Rico Bearman      | Neuseeland         | 33,382 s |

| Rang | Name            | Nation         | Zeit     |
| ---- | --------------- | -------------- | -------- |
| 1    | Romain Mahieu   | Frankreich     | 31,631 s |
| 2    | Izaac Kennedy   | Australien     | 31,985 s |
| 3    | Cédric Butti    | Schweiz        | 32,375 s |
| 4    | Simon Marquart  | Schweiz        | 32,459 s |
| 5    | Kye Whyte       | Großbritannien | 32,808 s |
| 6    | Alfredo Campo   | Ecuador        | 33,015 s |
| 7    | Diego Arboleda  | Kolumbien      | 33,405 s |
| 8    | Mauricio Molina | Chile          | DNF      |

#### Zweiter Durchgang
| Rang | Name              | Nation             | Zeit     |
| ---- | ----------------- | ------------------ | -------- |
| 1    | Romain Mahieu     | Frankreich         | 31,649 s |
| 2    | Simon Marquart    | Schweiz            | 32,153 s |
| 3    | Pietro Bertagnoli | Italien            | 32,454 s |
| 4    | Cédric Butti      | Schweiz            | 32,731 s |
| 5    | Cameron Wood      | Vereinigte Staaten | 34,028 s |
| 6    | Jaymio Brink      | Niederlande        | 55,688 s |
| 7    | Kamren Larsen     | Vereinigte Staaten | DNF      |
| 8    | Mauricio Molina   | Chile              | DNS      |

| Rang | Name           | Nation         | Zeit     |
| ---- | -------------- | -------------- | -------- |
| 1    | Sylvain André  | Frankreich     | 32,010 s |
| 2    | Joris Daudet   | Frankreich     | 32,855 s |
| 3    | Mateo Carmona  | Kolumbien      | 32,981 s |
| 4    | Izaac Kennedy  | Australien     | 33,107 s |
| 5    | Rico Bearman   | Neuseeland     | 33,298 s |
| 6    | Diego Arboleda | Kolumbien      | 33,362 s |
| 7    | Alfredo Campo  | Ecuador        | 33,676 s |
| 8    | Kye Whyte      | Großbritannien | DNF      |

#### Dritter Durchgang
| Rang | Name              | Nation             | Zeit     |
| ---- | ----------------- | ------------------ | -------- |
| 1    | Romain Mahieu     | Frankreich         | 31,767 s |
| 2    | Cameron Wood      | Vereinigte Staaten | 32,096 s |
| 3    | Cédric Butti      | Schweiz            | 32,201 s |
| 4    | Jaymio Brink      | Niederlande        | 32,336 s |
| 5    | Rico Bearman      | Neuseeland         | 32,626 s |
| 6    | Pietro Bertagnoli | Italien            | 32,920 s |
| 7    | Izaac Kennedy     | Australien         | 32,934 s |
| 8    | Mauricio Molina   | Chile              | DNS      |

| Rang | Name           | Nation             | Zeit     |
| ---- | -------------- | ------------------ | -------- |
| 1    | Joris Daudet   | Frankreich         | 31,489 s |
| 2    | Sylvain André  | Frankreich         | 31,568 s |
| 3    | Simon Marquart | Schweiz            | 32,343 s |
| 4    | Mateo Carmona  | Kolumbien          | 32,745 s |
| 5    | Diego Arboleda | Kolumbien          | 32,799 s |
| 6    | Alfredo Campo  | Ecuador            | 33,126 s |
| 7    | Kamren Larsen  | Vereinigte Staaten | 33,197 s |
| 8    | Kye Whyte      | Großbritannien     | DNS      |

#### Rangliste
| Rang | Name           | Nation             | Punkte | Anm. |
| ---- | -------------- | ------------------ | ------ | ---- |
| 1    | Romain Mahieu  | Frankreich         | 3      | Q    |
| 2    | Joris Daudet   | Frankreich         | 4      | Q    |
| 3    | Sylvain André  | Frankreich         | 5      | Q    |
| 4    | Simon Marquart | Schweiz            | 9      | Q    |
| 5    | Cédric Butti   | Schweiz            | 10     | Q    |
| 6    | Mateo Carmona  | Kolumbien          | 10     | Q    |
| 7    | Cameron Wood   | Vereinigte Staaten | 11     | Q    |
| 8    | Izaac Kennedy  | Australien         | 13     | Q    |

| Rang | Name              | Nation             | Punkte | Anm. |
| ---- | ----------------- | ------------------ | ------ | ---- |
| 9    | Pietro Bertagnoli | Italien            | 15     |      |
| 10   | Jaymio Brink      | Niederlande        | 17     |      |
| 11   | Rico Bearman      | Neuseeland         | 18     |      |
| 12   | Diego Arboleda    | Kolumbien          | 18     |      |
| 13   | Alfredo Campo     | Ecuador            | 19     |      |
| 14   | Kamren Larsen     | Vereinigte Staaten | 19     |      |
| 15   | Kye Whyte         | Großbritannien     | 23     |      |
| 16   | Mauricio Molina   | Chile              | 28     |      |

### Finale
Start: 2. August 2024, 21:35 Uhr
| Rank | Name           | Nation             | Zeit     |
| ---- | -------------- | ------------------ | -------- |
| 1    | Joris Daudet   | Frankreich         | 31,422 s |
| 2    | Sylvain André  | Frankreich         | 31,706 s |
| 3    | Romain Mahieu  | Frankreich         | 32,022 s |
| 4    | Cédric Butti   | Schweiz            | 32,124 s |
| 5    | Cameron Wood   | Vereinigte Staaten | 32,446 s |
| 6    | Mateo Carmona  | Kolumbien          | 33,166 s |
| 7    | Simon Marquart | Schweiz            | 44,914 s |
| 8    | Izaac Kennedy  | Australien         | DNF      |

Im Endklassement belegten die ausgeschiedenen Halbfinalisten die Plätze 9 bis 16, die im Hoffnungslauf ausgeschiedenen Fahrer die Plätze 17 bis 20.